# No Mercy (gruppo musicale)
I No Mercy sono un gruppo musicale di genere pop latino, formato da Frank Farian in Florida nel 1995.
I membri sono Marty Cintron III (New York, 24 settembre 1971) e i gemelli Ariel e Gabriel Hernández (Miami, 3 giugno 1971).

## Storia

### Gli esordi e il primo album
Il gruppo ha debuttato nel 1995 con il singolo Missing (I Miss You Like the Deserts Miss the Rain) (conosciuto più semplicemente come Missing e cover dell'omonimo brano degli Everything but the Girl) che ha riscosso un discreto successo in Svizzera, Germania e Austria. L'anno successivo è stato pubblicato il secondo singolo, Where Do You Go, che ha ottenuto un grande successo nelle classifiche di numerosi stati. In seguito al successo dei primi singoli, nell'ottobre 1996 è stato pubblicato l'album di debutto del gruppo, pubblicato con l'eponimo titolo No Mercy negli Stati Uniti e come My Promise in Europa. In questo continente il gruppo ha riscosso un ottimo successo nelle classifiche, raggiungendo la prima posizione in Austria e i primi posti delle classifiche di Paesi Bassi, Belgio e Australia. Dall'album sono stati estratti anche i singoli Please Don't Go, di discreto successo, When I Die, che ha conquistato le prime posizioni nelle classifiche di Austria e Paesi Bassi e Kiss You All Over, che ha venduto meno copie rispetto ai precedenti singoli.
L'album e tutte le pubblicazioni correlate sono state diffuse dall'etichetta discografica Hansa.

### More, il secondo album
Nel 1998 è stato pubblicato il singolo Hello How Are You, primo estratto dal secondo album di imminente pubblicazione, che non ha però riscosso il successo dei precedenti singoli, pur raggiungendo discrete posizioni nelle classifiche.
Il secondo album, intitolato More, è stato pubblicato nello stesso anno dall'etichetta discografica MCI raggiungendo buone posizioni nelle classifiche di Austria, Svizzera e Germania (nelle prime la nona, nella terza la settima)
L'album è stato promosso, oltre che da Hello How Are You, anche dai singoli Tu amor e More Than a Feeling (cover dell'omonimo brano dei Boston), entrambi di scarso successo commerciale. L'insuccesso ha portato il gruppo a terminare la promozione del disco.
Nel 2000 sono stati pubblicati altri due singoli non contenuti in alcun album, Morena e Where Is the Love, che però come i precedenti non hanno riscosso successo. Dopo un anno di pausa, nel 2002 il gruppo torna a incidere collaborando con Al Di Meola per una cover della celebre canzone Don't Let Me Be Misunderstood dei Santa Esmeralda, che comunque non riscuote gran successo in classifica. Nel 2003 hanno invece collaborato con Daniel Lopes per il brano Summer Angel.

### Day by Day, il terzo album
Dopo anni di assenza, nel 2007 il gruppo torna a incidere pubblicando un terzo album di inediti per un'etichetta indipendente australiana, la Show No Mercy Entertainment, intitolato Day by Day. Nello stesso periodo è stata pubblicata una raccolta intitolata Greatest Hits.

## Discografia

### Album in studio
- 1996 - My Promise (negli Stati Uniti pubblicato come No Mercy) (GER #6, UK #17)
- 1998 - More (GER #7)
- 2007 - Greatest Hits
- 2007 - Day by Day

### Singoli
- 1995 - Missing (I Miss You Like the Deserts Miss the Rain) (GER #19)
- 1996 - Where Do You Go (GER #3, UK #2)
- 1996 - Please Don't Go (GER #11, UK #4)
- 1997 - When I Die (GER #5)
- 1997 - Kiss You All Over (GER #40, UK #16)
- 1998 - Hello How Are You (GER #24)
- 1998 - Tu amor
- 1999 - More Than a Feeling (GER #94)
- 2000 - Morena
- 2000 - Where Is the Love
- 2002 - Don't Let Me Be Misunderstood (feat. Al Di Meola) (GER #65)